# Red Earth: Poems of New Mexico
Red Earth: Poems of New Mexico – tomik amerykańskiej poetki Alice Corbin Henderson, opublikowany w 1920. Zbiorek wyraża charakterystyczną dla twórczości poetki fascynację kulturą latynoamerykańską i indiańską, żywą w stanie Nowy Meksyk. Utwory składające się na tomik były wcześniej – jak zaznaczono na odwrocie strony tytułowej – w większości drukowane w czasopiśmie Poetry. W książce znalazły się cykle Red Earth i Sand Paintings. W napisanych po angielsku wierszach niektóre frazy są przytoczone po hiszpańsku także w tytułach.